# Дзёль
 Дзёль — село в Усть-Куломском районе Республики Коми в составе сельского поселения Зимстан. 

## География
Расположено на расстоянии примерно 89 км по прямой от районного центра села Усть-Кулом на юг.

## История
Известно с 1820 года. В 1834 году здесь было 4 двора и 40 жителей, в 1859 (деревня Зёльская или Дзолле)  6 и 47, в 1892 (Дзёльская) 91 житель,  в 1916 25 дворов и 108 жителей, в 1926 36 и 149, в 1970 284 жителя, в 1989 191, в 1995 241 житель (73 хозяйства). Статус села присвоен, видимо, в то время, когда Дзёль была центром сельсовета.

## Население
Постоянное население  составляло 255 человек (коми 88%) в 2002 году, 184 в 2010 .